# Anatella pseudogibba
Anatella pseudogibba är en tvåvingeart som beskrevs av Eberhard Plassmann 1976. Anatella pseudogibba ingår i släktet Anatella och familjen svampmyggor. Arten är reproducerande i Sverige. Inga underarter finns listade i Catalogue of Life.